# تملین
تملین (به لاتین: Temelín) یک منطقهٔ مسکونی در جمهوری چک است که در شهرستان چسکه بودیوویتسه واقع شده‌است.

## نگارخانه

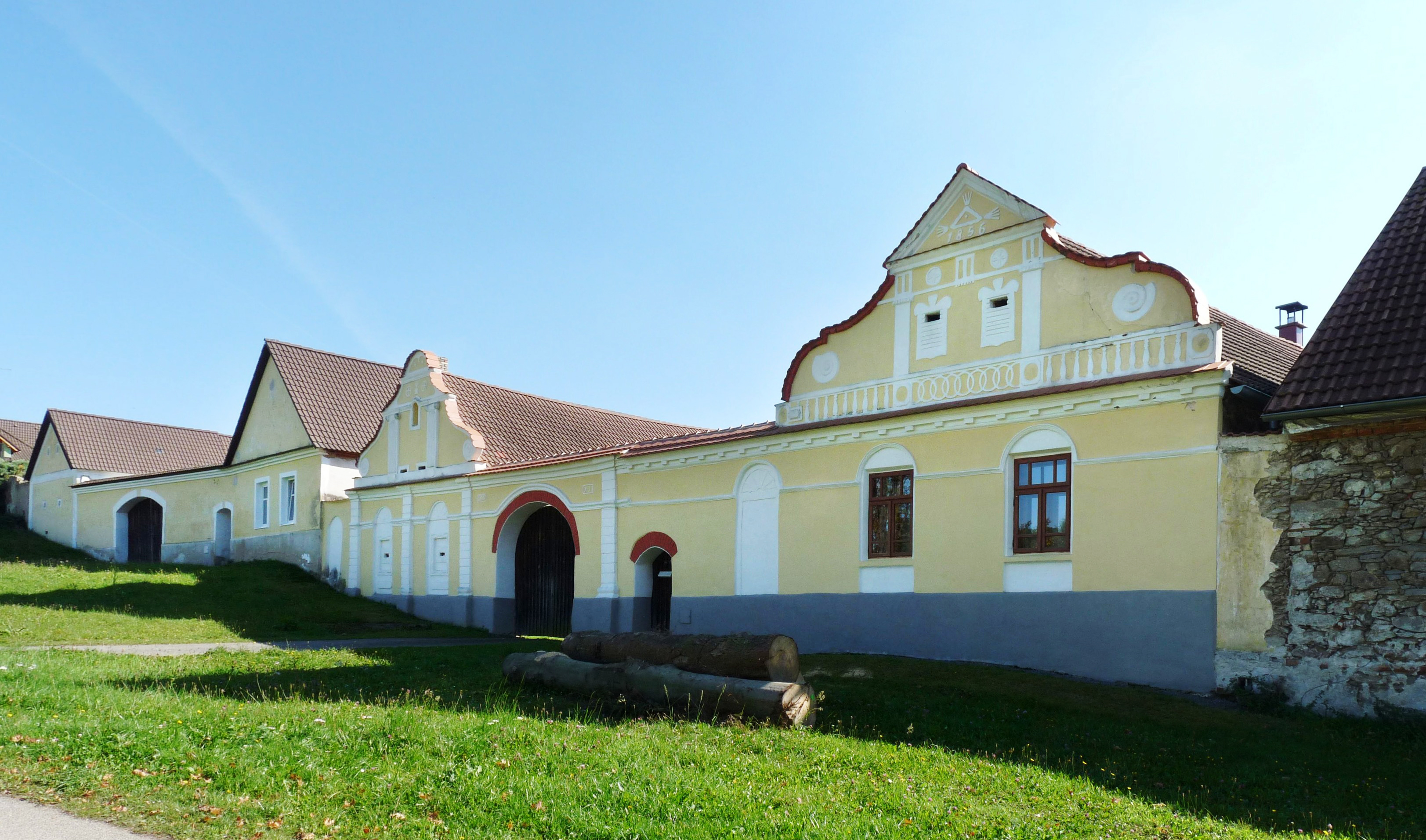
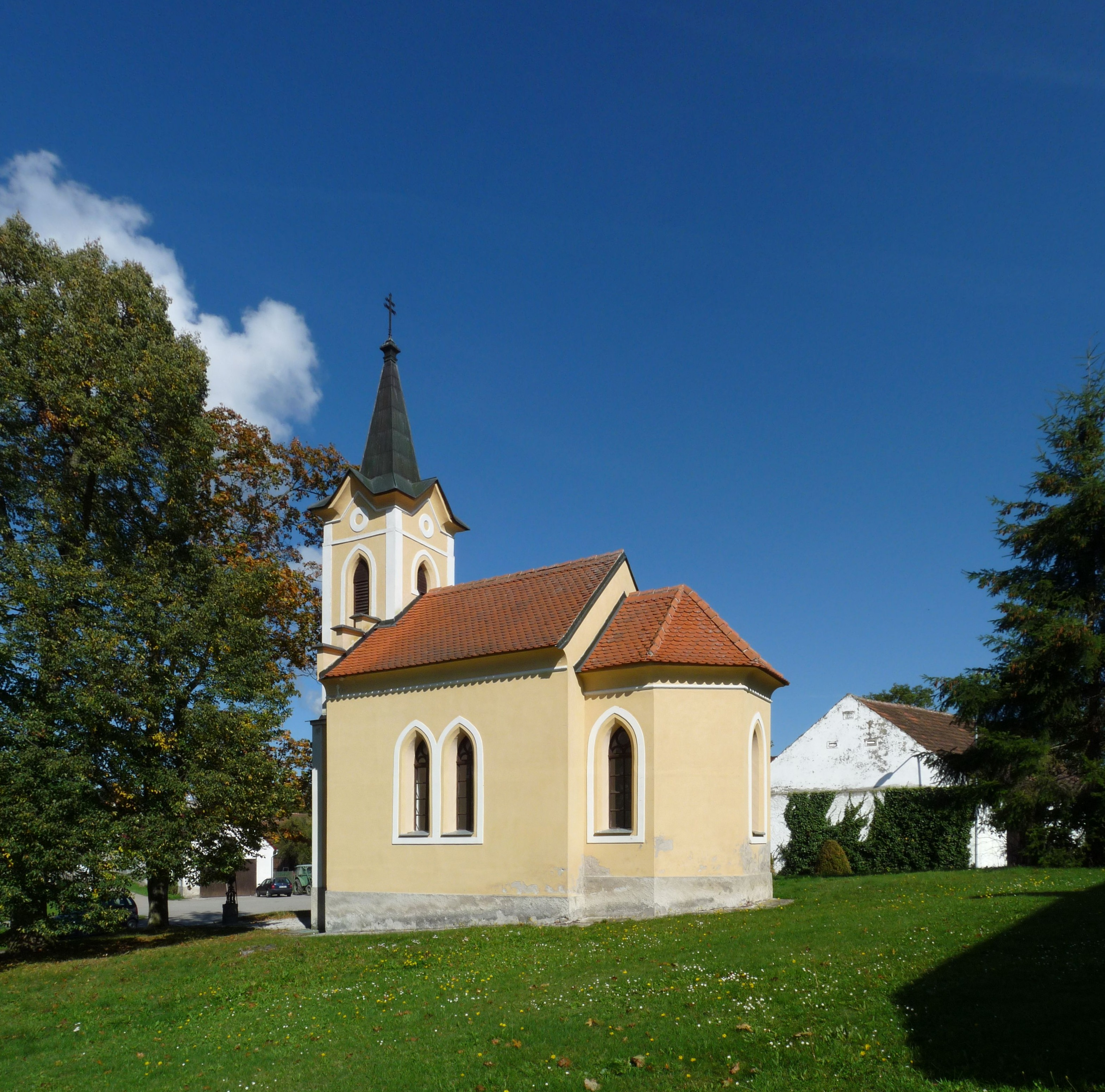
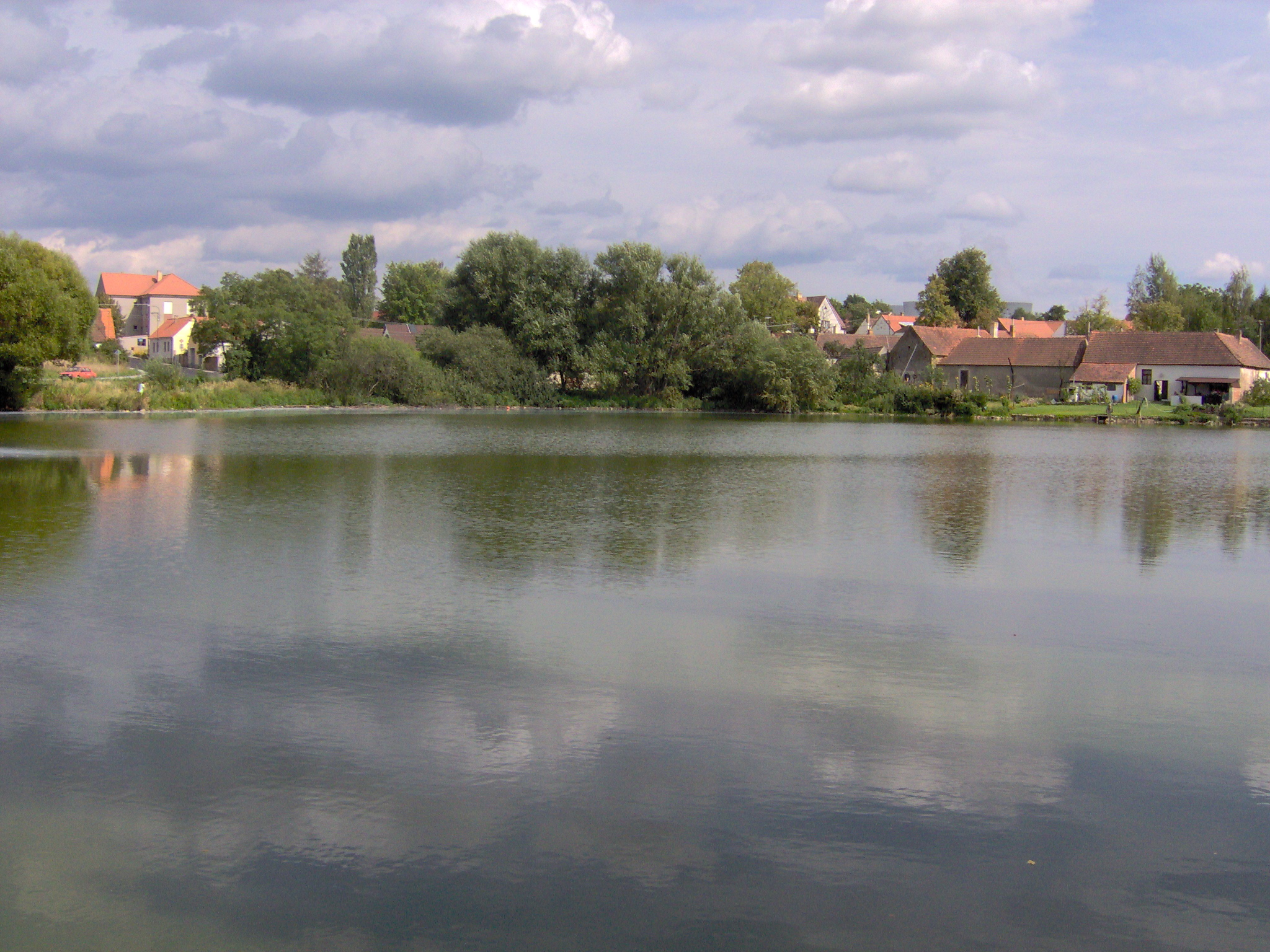
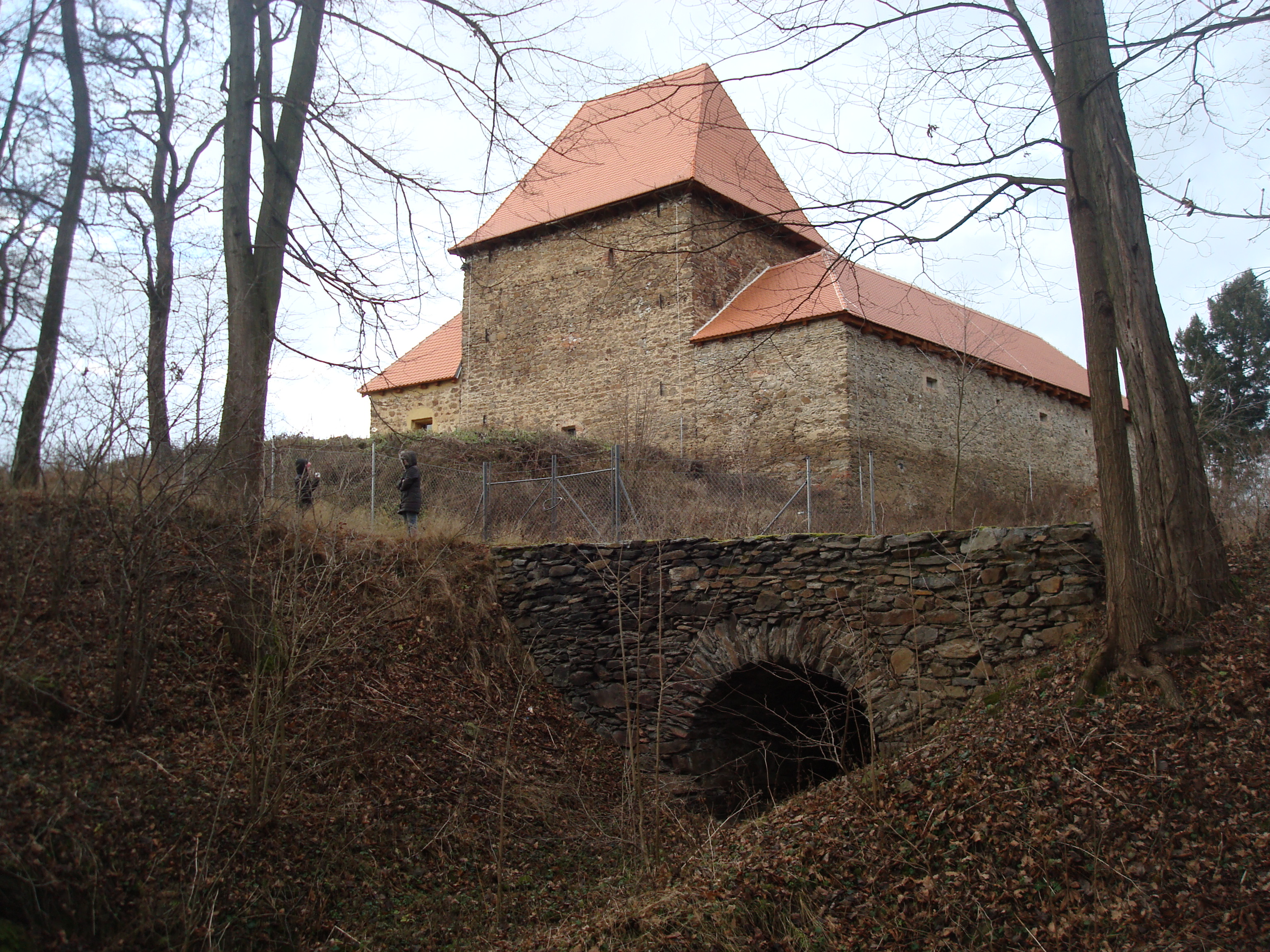
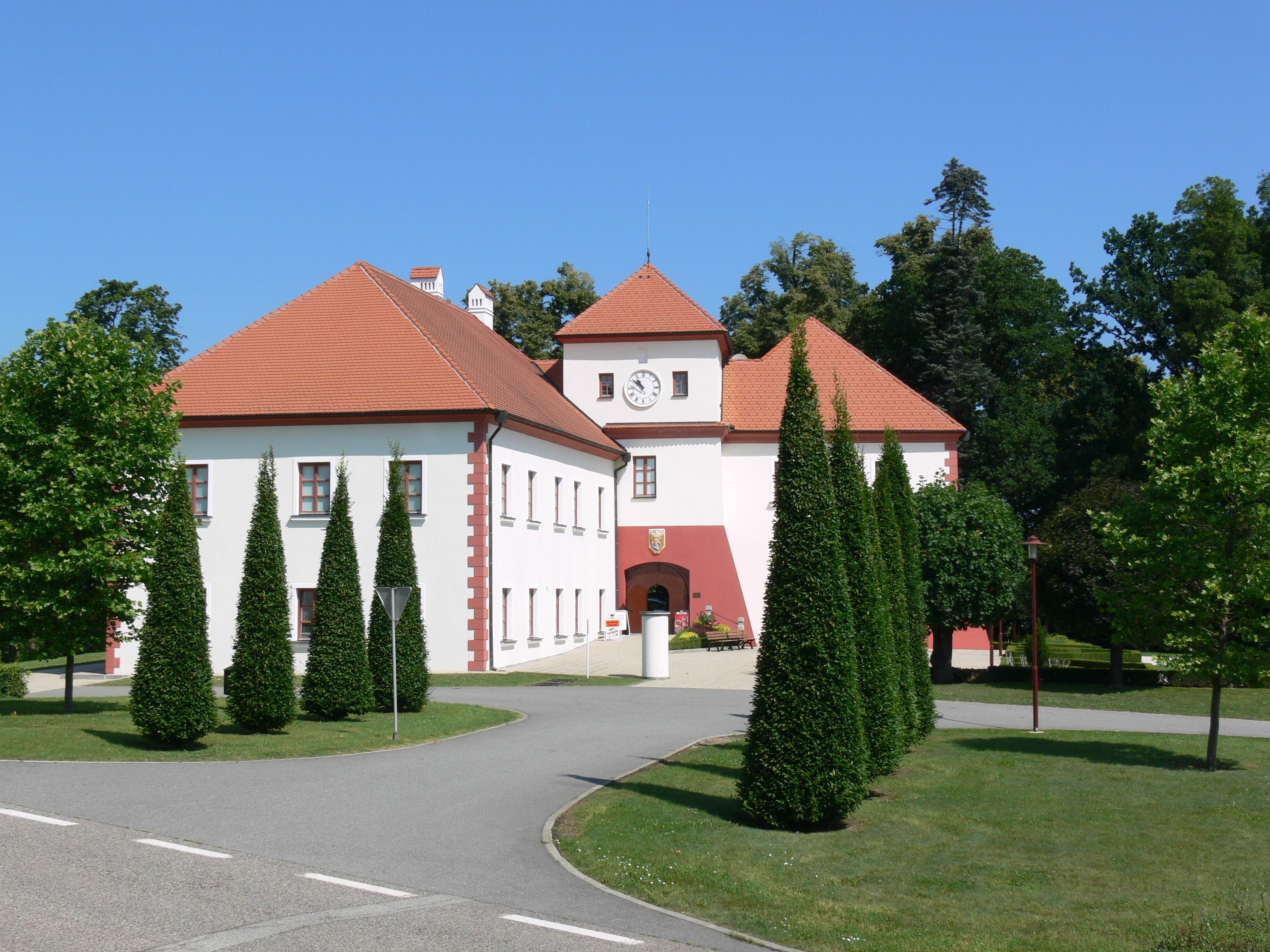